# Adidas MANGA FEVER
『Adidas MANGA FEVER』（アディダスマンガフィーバー）は、アディダスジャパンが、2002年FIFAワールドカップに向けたマーケティング活動のコンセプトである“FEVER=熱”をテーマにして企画した漫画本（アンソロジーコミック）である。
「アディダス」の持つサッカーやスポーツに対する熱=FEVERを、世界に誇るべき日本の文化の代表であるマンガ（MANGA）を通じてより多くの人に伝えようという趣旨の下企画されたもの。この本には、あらゆる規制の枠を超え、『AKIRA』で知られる大友克洋、『SLAM DUNK』の井上雄彦、『ジョジョの奇妙な冒険』の荒木飛呂彦、『ピンポン』の松本大洋、『TO-Y』の上條淳士など、趣旨に賛同した日本を代表する21人の漫画家が“FEVER”をテーマとしたオリジナル作品を提供しているほか、韓国・フランス・ベルギーの著名作家も参加し、計29人の作家の作品が盛り込まれている。

## 収録作品

### 漫画
1. 井上雄彦「I LOVE THIS GAME」
2. 上條淳士「帰れない二人」
3. 松本大洋「三重県の少年」
4. 水瓶3（ウータンチョップ（浅田弘幸）×モーニングコング。（小畑健）×ゴリラキック（田島昭宇））「Lust For Life」
5. 楠本まき「熱[netsu]」
6. 吉野朔実「GOAL!」
7. フランソワ・ブック（フランス）「世界は回る」
8. 安彦良和「BATEREN 南蛮西遊記序章」
9. ペンソン（韓国）「A fantastic dream」
10. ニコラ・ド・クレシー（フランス）「モンソー・レ・ミンヌ VS ポンタ・ムーソン」
11. フレデリック・ボワレ（フランス）「2002 FIFA WORLD TEA CUP」
12. ニコラ・ド・クレシー（フランス）「サッカーの殿堂」
13. 横山宏「ロボットバトルV1」
14. D[diː]「FIRE STAR MAN」
15. 谷口ジロー「孵化」
16. エミール・ブラヴォ（フランス）「審判は12人目の選手!」
17. マックス・カバンヌ（フランス）「ペナルティエリア」
18. 黒田硫黄「Schweitzer」
19. 寺田克也「BOX!」
20. フランソワ・シュテイン&ブノワ・ペータース（ベルギー）「ガラトグラート発 驚異の勝利!」
21. ヨンスン・ヤン（韓国）

### イラスト
1. 大友克洋（表紙）
2. 荒木飛呂彦
3. 矢沢あい
4. 山田芳裕
5. 西村しのぶ
6. 岡野玲子
7. 形部一平

## 書籍情報
- 『Adidas MANGA FEVER』（2002年5月14日発売、発行：株式会社スタイル・発売：飛鳥新社） ISBN 978-4870315006